# Andreas Görlich
Andreas Görlich (* 3. März 1957) ist ein ehemaliger deutscher Rudersportler, der bei Weltmeisterschaften eine Bronzemedaille gewann.

## Sportliche Karriere
Seine internationale Karriere begann Görlich bei den Junioren-Weltmeisterschaften 1975, wo er Zweiter mit dem Achter wurde. 1976 ruderte Görlich beim Match des Seniors, einer Vorläuferveranstaltung der U23-Weltmeisterschaften im Vierer mit Steuermann und erkämpfte die Silbermedaille. Im Jahr darauf folgte der sechste Platz im Vierer ohne Steuermann.
Ebenfalls Sechster im Vierer ohne Steuermann wurde Görlich 1978 bei den Weltmeisterschaften in Neuseeland. Bei den Weltmeisterschaften 1979 in Bled erkämpften Andreas Görlich, Frank Schütze, Wolfram Thiem, Wolf-Dietrich Oschlies und Manfred Klein den dritten Platz und erhielten die Bronzemedaille mit zwei Hundertstelsekunden Vorsprung auf den Vierer aus den Vereinigten Staaten.
Andreas Görlich ruderte für den Dortmunder Ruderclub Hansa von 1898. Beim Deutschen Meisterschaftsrudern erruderte er den Titel im Achter 1975 und 1979. 1978 siegte er im Vierer ohne Steuermann. 1979 gewann er im Vierer mit Steuermann.